# Kia Sonet
La Kia Sonet est un SUV multisegment sous-compact fabriqué par Kia Motors. Construit principalement pour le marché indien, il a été présenté en avant-première sous le nom de Sonet Concept en février 2020. La version de production a fait ses débuts mondiaux le 7 août 2020 et a été vendue à partir du 18 septembre 2020 en Inde,,.
Le Sonet se trouve sous le Kia Seltos et est étroitement lié à son frère de taille similaire, le Hyundai Venue,,. C'est le troisième modèle de Kia en Inde après les Kia Seltos et Kia Carnival. Sur le marché indien, le Sonet occupe la catégorie des SUV de moins de 4 mètres, bénéficiant des avantages fiscaux indiens pour les voitures de moins de 4 mètres.
Il adopte le nouveau logo Kia en 2021.

## Sécurité
Kia utilise une structure en acier à haute résistance pour la fabrication de la carrosserie du Sonet, ce qui ajoute une sécurité complète et aide à réduire l'impact des accidents graves. Certaines de ses caractéristiques de sécurité comprennent six coussins gonflables, le contrôle électronique de la stabilité, le système de freinage antiblocage, le contrôle d'assistance au démarrage en côte, le système de gestion de la stabilité du véhicule, le système d'alerte de vitesse, le contrôle de traction électronique, l'assistance au freinage, les ceintures de sécurité du conducteur avec prétensionneurs et capteurs de stationnement à l'avant et à l'arrière.

## Moteurs
| Moteurs essence                 | Moteurs essence                                   | Moteurs essence               | Moteurs essence              | Moteurs essence                                                                         |
| Modèle                          | Moteur                                            | Puissance                     | Couple                       | Transmissions                                                                           |
| ------------------------------- | ------------------------------------------------- | ----------------------------- | ---------------------------- | --------------------------------------------------------------------------------------- |
| Smartstream G1.0 T-GDi          | 3 cylindres en ligne suralimenté de 998 cm3       | 120 ch (88 kW) à 6 000 tr/min | 172 N m à 1 500–4 000 tr/min | Transmission semi-automatique à 6 rapports Transmission à double embrayage à 7 rapports |
| Smartstream G1.2                | Quatre cylindres en ligne de 1 197 cm3            | 83 ch (61 kW) à 6 300 tr/min  | 115 N m à 4 200 tr/min       | Transmission manuelle à 5 rapports                                                      |
| Smartstream G1.5                | Quatre cylindres en ligne de 1 497 cm3            | 115 ch (85 kW) à 6 300 tr/min | 144 N m à 4 500 tr/min       | Boîte de vitesses manuelle à 6 rapports Transmission à variation continue               |
| Moteur diesel                   |                                                   |                               |                              |                                                                                         |
| Modèle                          | Moteur                                            | Puissance                     | Couple                       | Transmissions                                                                           |
| 1,5 L Smartstream D1.5 CRDi WGT | 4 cylindres en ligne turbocompressés de 1 493 cm3 | 100 ch (74 kW) à 4 000 tr/min | 240 N m à 1 500–2 750 tr/min | Boîte de vitesses manuelle à 6 rapports                                                 |
| 1,5 L Smartstream D1.5 CRDi VGT | 4 cylindres en ligne turbocompressés de 1 493 cm3 | 115 ch (85 kW) à 4 000 tr/min | 250 N m à 1 500–2 750 tr/min | Boîte automatique à 6 rapports                                                          |

## Galerie

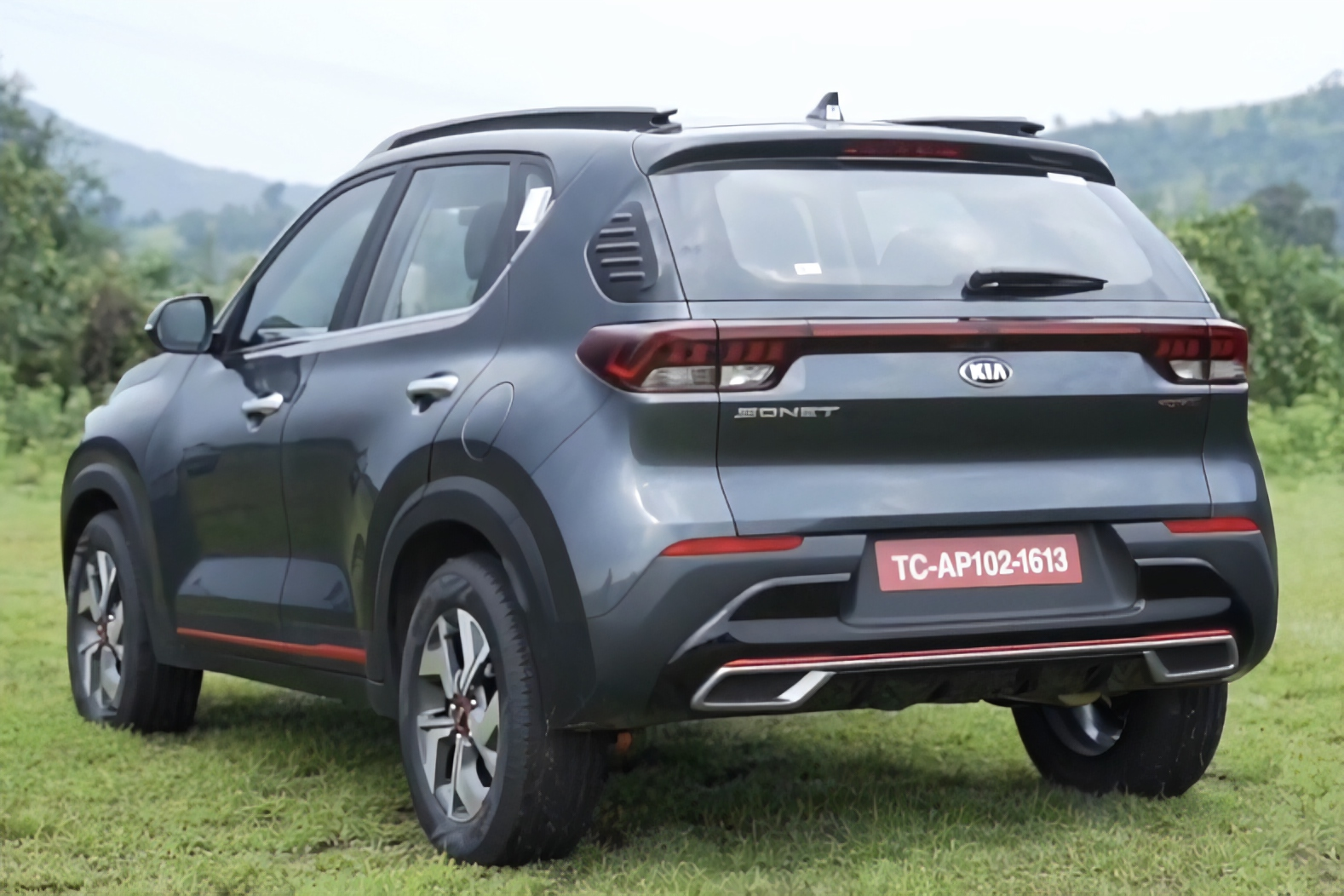
Vue arrière
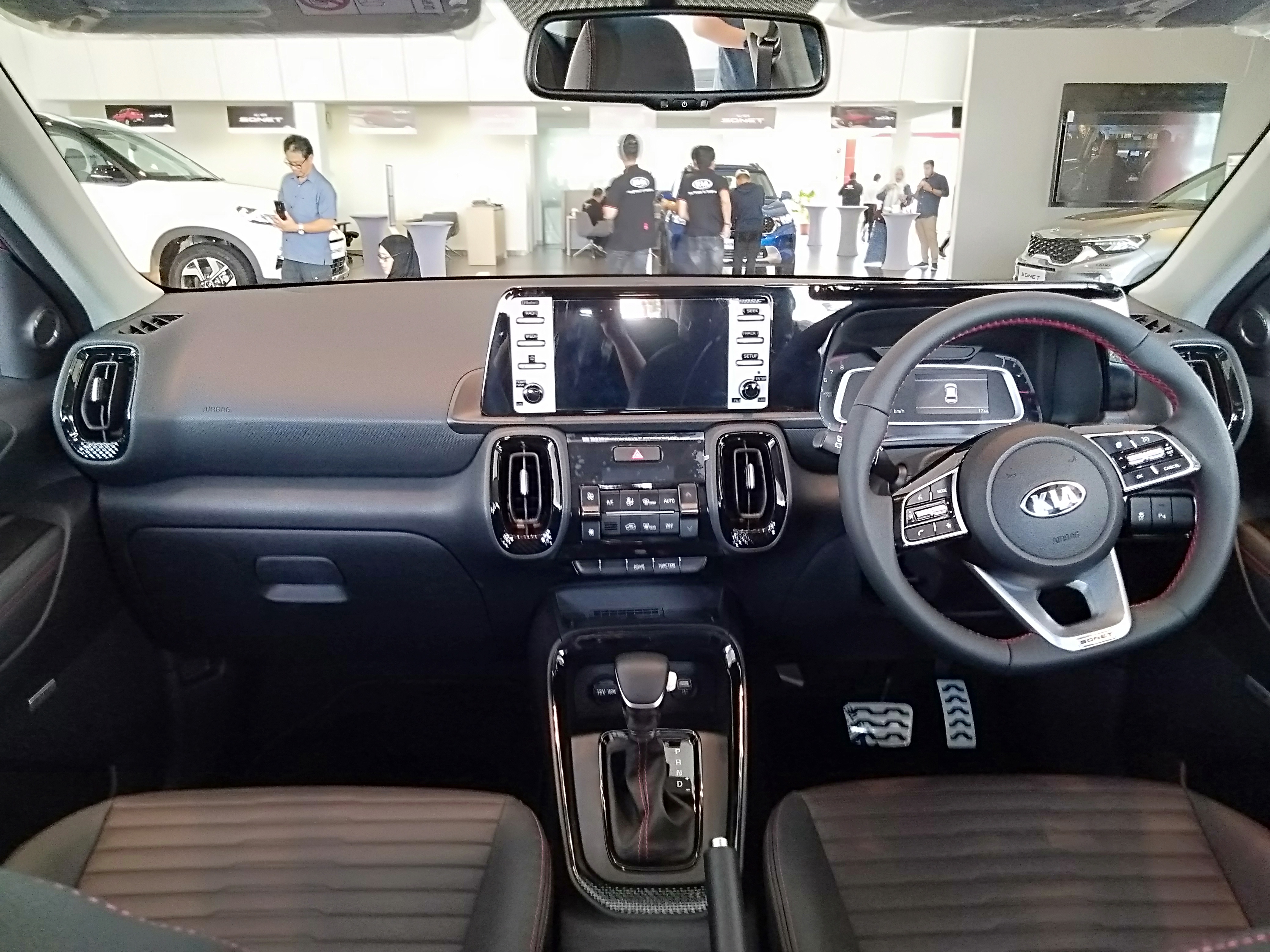
Intérieur
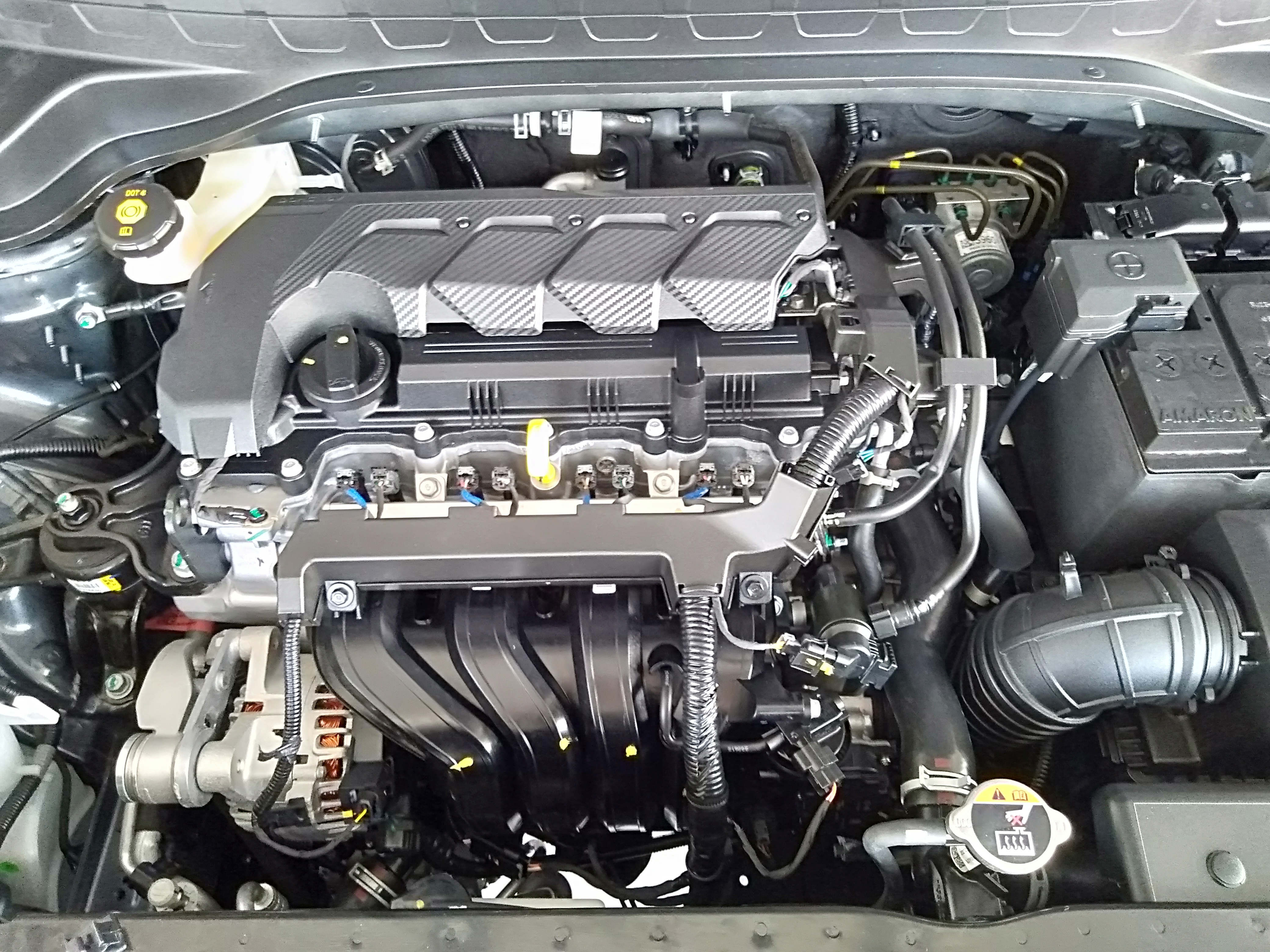
Moteur essence Smartstream G1.5